# Населення Куби
Населення Куби. Чисельність населення країни 2015 року становила 11,031 млн осіб (80-те місце у світі). Чисельність кубинців стабілізувалась і незначно зменшується, народжуваність 2015 року становила 9,9 ‰ (196-те місце у світі), смертність — 7,72 ‰ (106-те місце у світі), природний приріст (депопуляція) — -0,15 % (210-те місце у світі) . 

## Природний рух

### Відтворення
Народжуваність на Кубі, станом на 2015 рік, дорівнює 9,9 ‰ (196-те місце у світі). Коефіцієнт потенційної народжуваності 2015 року становив 1,47 дитини на одну жінку (200-те місце у світі). Рівень застосування контрацепції 74,3 % (станом на 2010 рік).
Смертність на Кубі 2015 року становила 7,72 ‰ (106-те місце у світі).
Природний приріст населення у країні 2015 року був негативним і становив -0,15 % (депопуляція) (210-те місце у світі).

### Вікова структура

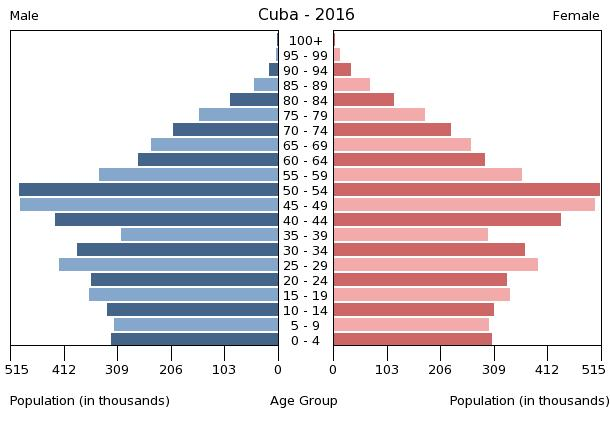
Віково-статева піраміда населення Куби, 2016 рік

Середній вік населення Куби становить 41,1 року (41-ше місце у світі): для чоловіків — 40, для жінок — 42,2 року. Очікувана середня тривалість життя 2015 року становила 78,39 року (59-те місце у світі), для чоловіків — 76,08 року, для жінок — 80,84 року.
Вікова структура населення Куби, станом на 2015 рік, виглядає таким чином:
- діти віком до 14 років — 15,96 % (904 800 чоловіків, 855 309 жінок);
- молодь віком 15—24 роки — 13,29 % (752 160 чоловіків, 714 384 жінки);
- дорослі віком 25―54 роки — 47,16 % (2 620 536 чоловіків, 2 581 344 жінки);
- особи передпохилого віку (55—64 роки) — 10,65 % (562 207 чоловіків, 612 438 жінок);
- особи похилого віку (65 років і старіші) — 12,95 % (639 515 чоловіків, 788 740 жінок)[1].

### Шлюбність— розлучуваність
Коефіцієнт шлюбності, тобто кількість шлюбів на 1 тис. осіб за календарний рік, дорівнює 5,2; коефіцієнт розлучуваності — 2,9; індекс розлучуваності, тобто відношення шлюбів до розлучень за календарний рік — 56 (дані за 2010 рік).

## Розселення
Густота населення країни 2015 року становила 107 осіб/км² (104-те місце у світі). Населення країни концентрується навколо великих промислових міст, найбільша агломерація столична — місто Гавана.

### Урбанізація
Куба високоурбанізована країна. Рівень урбанізованості становить 77,1 % населення країни (станом на 2015 рік), темпи зростання частки міського населення — 0,07 % (оцінка тренду за 2010—2015 роки).
Головні міста держави: Гавана (столиця) — 2,137 млн осіб (дані за 2015 рік).

### Міграції
Річний рівень еміграції 2015 року становив 3,66 ‰ (188-ме місце у світі). Цей показник не враховує різниці між законними і незаконними мігрантами, між біженцями, трудовими мігрантами та іншими. Проблемою для уряду залишається незаконна еміграція, кубинці намагаються покинути острів і в'їхати до США через Флориду, використовуючи саморобні плоти, транспорт контрабандистів, фальсифіковані візи. Також використовується південно-західний маршрут. З початком поліпшення американо-кубинських відносин наприкінці грудня 2014 року розмах незаконної кубинської міграції до США значно зр
Куба є країною-спостерігачем в Міжнародної організації з міграції (IOM).

## Расово-етнічний склад
| Етнічний склад (2012 рік) | Етнічний склад (2012 рік) | Етнічний склад (2012 рік) | Етнічний склад (2012 рік) | Етнічний склад (2012 рік) |
| ------------------------- | ------------------------- | ------------------------- | ------------------------- | ------------------------- |
| Етнос:                    |                           |                           | Відсоток:                 |                           |
| білі                      | білі                      |                           | 64.1%                     | 64.1%                     |
| метиси                    | метиси                    |                           | 26.6%                     | 26.6%                     |
| темношкірі                | темношкірі                |                           | 9.3%                      | 9.3%                      |

Головні етноси країни: білі — 64,1 %, метиси — 26,6 %, темношкірі — 9,3 % населення (оціночні дані за 2012 рік).

## Мови
| Мови Куби (2015 рік) | Мови Куби (2015 рік) | Мови Куби (2015 рік) | Мови Куби (2015 рік) | Мови Куби (2015 рік) |
| -------------------- | -------------------- | -------------------- | -------------------- | -------------------- |
| Мова:                |                      |                      | Відсоток:            |                      |
| іспанська            | іспанська            |                      | 100%                 | 100%                 |

Офіційна мова: іспанська.

## Релігії
| Релігії на Кубі (2009 рік) | Релігії на Кубі (2009 рік) | Релігії на Кубі (2009 рік) | Релігії на Кубі (2009 рік) | Релігії на Кубі (2009 рік) |
| -------------------------- | -------------------------- | -------------------------- | -------------------------- | -------------------------- |
| Віросповідання:            |                            |                            | Відсоток:                  |                            |
| католики                   | католики                   |                            | 85%                        | 85%                        |
| інші                       | інші                       |                            | 15%                        | 15%                        |

Головні релігії й вірування, які сповідує, і конфесії та церковні організації, до яких відносить себе населення країни: номінальне римо-католицтво — 85 %, протестантизм, Свідки Єгови, юдаїзм, сантерія (головна релігія до приходу до влади Фіделя Кастро).

## Освіта
Рівень письменності 2015 року становив 99,8 % дорослого населення (віком від 15 років): 99,9 % — серед чоловіків, 99,8 % — серед жінок.
Державні витрати на освіту становлять 12,8 % ВВП країни, станом на 2010 рік (2-ге місце у світі). Середня тривалість освіти становить 14 років, для хлопців — до 14 років, для дівчат — до 14 років (станом на 2014 рік).

## Охорона здоров'я
Забезпеченість лікарями у країні на рівні 6,72 лікаря на 1000 мешканців (станом на 2010 рік). Забезпеченість лікарняними ліжками у стаціонарах — 5,3 ліжка на 1000 мешканців (станом на 2012 рік). Загальні витрати на охорону здоров'я 2014 року становили 11,1 % ВВП країни (47-ме місце у світі).
Смертність немовлят до 1 року, станом на 2015 рік, становила 4,63 ‰ (180-те місце у світі); хлопчиків — 4,97 ‰, дівчаток — 4,27 ‰. Рівень материнської смертності 2015 року становив 39 випадків на 100 тис. народжень (85-те місце у світі).
Куба входить до складу ряду міжнародних організацій: Міжнародного руху (ICRM) і Міжнародної федерації товариств Червоного Хреста і Червоного Півмісяця (IFRCS), Дитячого фонду ООН (UNISEF), Всесвітньої організації охорони здоров'я (WHO).

### Захворювання
Потенційний рівень зараження інфекційними хворобами в країні середній. Найпоширеніші інфекційні захворювання: діарея, гепатит А, гарячка денге. Станом на серпень 2016 року в країні були зареєстровані випадки зараження вірусом Зіка через укуси комарів Aedes, переливання крові, статевим шляхом, під час вагітності.
2014 року зареєстровано 17,1 тис. хворих на СНІД (82-ге місце у світі), це 0,25 % населення в репродуктивному віці 15—49 років (94-те місце у світі). Смертність 2014 року від цієї хвороби становила приблизно 100 осіб (126-те місце у світі).
Частка дорослого населення з високим індексом маси тіла 2014 року становила 27,2 % (85-те місце у світі).

### Санітарія
Доступ до облаштованих джерел питної води 2015 року мало 96,4 % населення в містах і 89,8 % у сільській місцевості; загалом 94,9 % населення країни. Відсоток забезпеченості населення доступом до облаштованого водовідведення (каналізація, септик): у містах — 94,4 %, у сільській місцевості — 89,1 %, загалом по країні — 93,2 % (станом на 2015 рік). Споживання прісної води, станом на 2010 рік, дорівнює 4,42 км³ на рік, або 392,6 тонни на одного мешканця на рік: з яких 22 % припадає на побутові, 14 % — на промислові, 65 % — на сільськогосподарські потреби.

## Соціально-економічне становище
Співвідношення осіб, що в економічному плані залежать від інших, до осіб працездатного віку (15—64 роки) загалом становить 43,4 % (станом на 2015 рік): частка дітей — 23,4 %; частка осіб похилого віку — 20 %, або 5 потенційно працездатних на 1 пенсіонера. Загалом ці показники характеризують рівень потреби державної допомоги в секторах освіти, охорони здоров'я та пенсійного забезпечення, відповідно. Дані про відсоток населення країни, що перебуває за межею бідності відсутні. Дані про розподіл доходів домогосподарств в країні відсутні.
Станом на 2014 рік, в країні 200 тис. осіб не має доступу до електромереж; 99,9 % населення має доступ, в містах цей показник дорівнює 100 %, у сільській місцевості — 95 %. Рівень проникнення інтернет-технологій середній. Станом на липень 2015 року в країні налічувалось 3,432 млн унікальних інтернет-користувачів (85-те місце у світі), що становило 31 % загальної кількості населення країни.

### Трудові ресурси
Загальні трудові ресурси 2015 року становили 5,111 млн осіб, з яких 72,3 % зайняті в державному секторі (81-ше місце у світі). Зайнятість економічно активного населення у господарстві країни розподіляється таким чином: аграрне, лісове і рибне господарства — 18 %; промисловість і будівництво — 10 %; сфера послуг — 72 % (станом на 2013 рік). Безробіття 2014 року дорівнювало 3 % працездатного населення, 2014 року — 2,7 % (24-те місце у світі); серед молоді у віці 15—24 років ця частка становила 6,1 %, серед юнаків — 6,4 %, серед дівчат — 5,6 % (131-ше місце у світі). Згідно з неофіційними підрахунками рівень безробіття вдвічі більший за офіційну статистику.

## Кримінал

### Наркотики

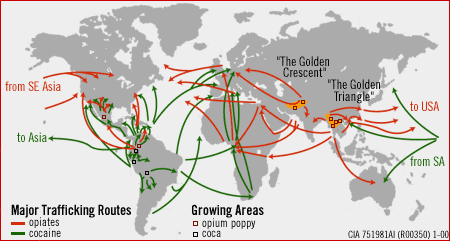
Світові маршрути наркотрафіку

Територіальні води й повітряний простір держави використовується як транзитна зона для наркотрафіку до США і Європи (оцінка ситуації 2008 року). 1999 року запроваджено смертну кару за злочини, пов'язані з наркотиками.

### Торгівля людьми
Згідно зі щорічною доповіддю про торгівлю людьми (англ. Trafficking in Persons Report) Управління з моніторингу та боротьби з торгівлею людьми Державного департаменту США, уряд Куби не докладає зусиль у боротьбі з явищем примусової праці, сексуальної експлуатації, незаконною торгівлею внутрішніми органами, законодавство не відповідає мінімальним вимогам американського закону 2000 року щодо захисту жертв (англ. Trafficking Victims Protection Act’s), країна перебуває у списку третього рівня.

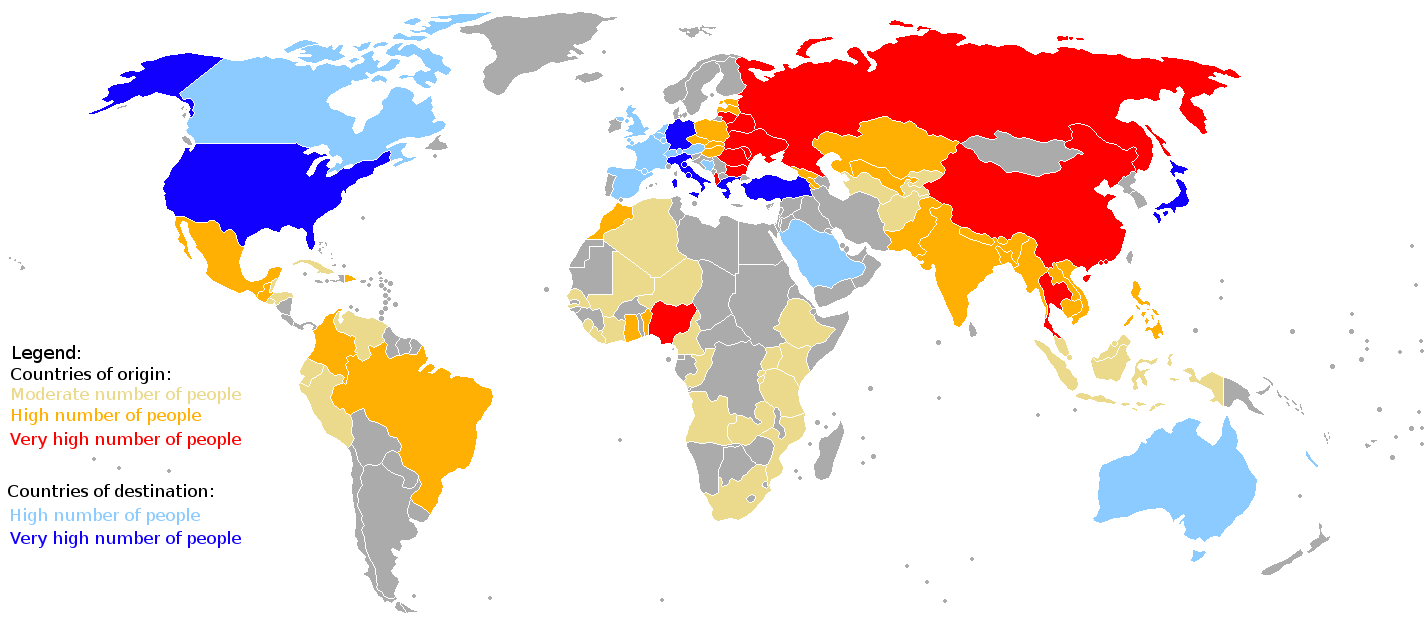
Країни-донори (червоний) і країни-реципієнти кримінальних потоків  (англ.)
Глобальна боротьба з торгівлею людьми (англ.)

## Гендерний стан
Статеве співвідношення (оцінка 2015 року):
- при народженні — 1,06 особи чоловічої статі на 1 особу жіночої;
- у віці до 14 років — 1,06 особи чоловічої статі на 1 особу жіночої;
- у віці 15—24 років — 1,05 особи чоловічої статі на 1 особу жіночої;
- у віці 25—54 років — 1,02 особи чоловічої статі на 1 особу жіночої;
- у віці 55—64 років — 0,92 особи чоловічої статі на 1 особу жіночої;
- у віці за 64 роки — 0,81 особи чоловічої статі на 1 особу жіночої;
- загалом — 0,99 особи чоловічої статі на 1 особу жіночої[1].

## Демографічні дослідження
Демографічні дослідження у країні ведуться рядом державних і наукових установ:
- Національне управління статистики й інформації Куби (ісп. Oficina Nacional de Estadística e Información; ONEI).

### Українською
- Атлас. 10—11 клас. Економічна і соціальна географія світу / упорядники :  О. Я. Скуратович, Н. І. Чанцева. — К. : ДНВП «Картографія», 2010. — ISBN 978-966-475-639-3.
- Атлас світу / голов. ред. І. С. Руденко ; зав. ред. В. В. Радченко ; відп. ред. О. В. Вакуленко. — К. : ДНВП «Картографія», 2005. — 336 с. — ISBN 9666315467.
- Безуглий В. В. Економічна і соціальна географія зарубіжних країн : Навчальний посібник. — К. : ВЦ «Академія», 2007. — 704 с. — ISBN 978-966-580-239-6.
- Безуглий В. В., Козинець С. В. Регіональна економічна і соціальна географія світу : Навчальний посібник. — видання 2-ге, доп., перероб. — К. : ВЦ «Академія», 2007. — 688 с. — ISBN 966-580-144-9.
- Головченко В. І., Кравчук О. Країнознавство: Азія, Африка, Латинська Америка, Австралія і Океанія. — К., 2006. — 335 с. — ISBN 966-8939-04-2.
- Гудзеляк І. І. Географія населення: Навчальний посібник / І. Гудзеляк. — Л. : Видавничий центр ЛНУ імені Івана Франка, 2008. — 232 с. — ISBN 978-966-613-599-8.
- Дахно І. І. Країни світу: Енциклопедичний довідник / І. І. Дахно, С. М. Тимофієв. — К. : Мапа, 2011. — 606 с. — (Бібліотека нового українця) — ISBN 978-966-8804-23-6.
- Дахно І. І. Економічна географія зарубіжних країн : навчальний посібник. — К. : Центр учбової літератури, 2014. — 319 с. — ISBN 978-611-01-0682-5.
- Джаман В. О. Регіональні системи розселення: демографічні аспекти. — Чернівці : Рута, 2003. — 392 с. — ISBN 9665685988.
- Дорошенко Л. С. Демографія: Навчальний посібник. — К. : МАУП, 2005. — 112 с. — ISBN 966-608-442-2.
- Дубович І. А. Країнознавчий словник-довідник. — 5-те вид., перероб. і доп. — К. : Знання, 2008. — 839 с. — ISBN 978-966-346-330-8.
- Економічна і соціальна географія країн світу. Навчальний посібник / За ред. Кузика С. П. — Л. : Світ, 2002. — 672 с. — ISBN 966-603-178-7.
- Загальна медична географія світу / В. О. Шевченко [та ін.] — К. : [б.в.], 1998. — 178 с.
- Книш М. М., Мамчур О. І. Регіональна економічна і соціальна географія світу (Латинська Америка та Карибські країни, Африка, Азія, Океанія) : навч. посіб. — Л. : ЛНУ ім. Івана Франка, 2013. — 368 с. — ISBN 978-617-10-0007-0.
- Крисаченко В. С. Динаміка населення: Популяційні, етнічні та глобальні виміри. — К. : Видавництво Національного інституту стратегічних досліджень, 2005. — 368 с. — ISBN 966-554-083-1.
- Кузик С. П., Книш М. М. Економічна і соціальна географія країн Америки : навч. посіб. — Л. : ЛНУ ім. Івана Франка, 1999. — 299 с. — ISBN 966-613-026-2.
- Любіцева О. О., Мезенцев К. В., Павлов С. В. Географія релігій. — К. : АртЕК, 1999. — 504 с. — ISBN 966-505-006-0.
- Масляк П. О. Країнознавство. — К. : Знання, 2007. — 292 с. — (Вища освіта XXI століття)
- Масляк П. О., Дахно І. І. Економічна і соціальна географія світу / П. О. Масляк, І. І. Дахно ; за ред. П. О. Масляка. — К. : Вежа, 2003. — 280 с. — ISBN 966-7091-53-8.

### Російською
- (рос.) Куба // Демографический энциклопедический словарь / главн. ред. Валентей Д. И. — М. : Советская энциклопедия, 1985. — 608 с.
- (рос.) Куба // Латинская Америка. Энциклопедический справочник [в 2-х тт.] / Главный редактор В. В. Вольский. — М. : Советская энциклопедия, 1982. — Т. 2. К-Я. — 656 с.
- (рос.) Куба // Страны и народы. Америка. Общий обзор Латинской Америки. Средняя Америка / Редкол. : отв. ред. В. В. Вольский, Я. Г. Машбиц и др. — М. : «Мысль», 1981. — 333 с. — (Страны и народы) — 180 тис. прим.
- (рос.) Атлас народов мира / Отв. ред. С. И. Брук и В. С. Апенченко. — М. : ГУГК ГГК СССР и Институт этнографии им. Н. Н. Миклухо-Маклая АН СССР, 1964. — 185 с. — 20 тис. прим.
- (рос.) Численность и расселение народов мира. Этнографические очерки / под ред. С. И. Брука. — М. : Издательство АН СССР, 1962. — 487 с.
- (рос.) Лаппо Г. М. География городов: Учебное пособие для географических факультетов вузов. — М. : Туманит, изд. центр ВЛАДОС, 1997. — 476 с. — ISBN 5-691-00047-0.
- (рос.) Ягельский А. География населения. — М. : Прогресс, 1980. — 383 с.